# Oskarshamns domsagas tingslag
Oskarshamns domsagas tingslag var ett tingslag i Kalmar län i Oskarshamns domsaga med tingsplats i Oskarshamn och Högsby. Det bildades 1 juli 1965 av Aspelands och Handbörds domsagas tingslag. Det upplöstes 1 januari 1971 då dess verksamhet överfördes till Oskarshamns tingsrätt och dess domkrets.

## Ingående områden
1964 uppgick Oskarshamns rådhusrätt och dess domkrets i häradsrätten för Aspelands och Handbörds domsagas tingslag och dess domsaga. Namnändring till Oskarshamns domsaga skedde dock först 1968. Staden utökades 1967 med områden från Tunaläns härad och Sevede och Tunaläns domsagas tingslag samt från Stranda härad och Norra Möre och Stranda domsagas tingslag.
1969 införlivades i domsagan och tingslaget Mönsterås köping och Ålems landskommun. Utökning skedde även genom överföring från Sevede härad och Sevede och Tunaläns domsagas tingslag av Vena landskommun och Hultsfreds köping. 
Tingslaget omfattade Aspelands härad och Handbörds härad samt mindre delar ur Stranda härad.